# ميكويان ميج-29
ميكويان ميج-29 (روسية: Микоян МиГ-29) (لقب تعريف الناتو: فلكروم Fulcrum) هي طائرة مقاتلة من مقاتلات الجيل الرابع صممت للسيطرة الجوية في الاتحاد السوفيتي. طورت الميج-29 في السبعينيات بواسطة مكتب تصميم ميكويان. قامت الميج-29 بأول طيران تجريبي لها يوم السادس من أكتوبر لسنة 1976 ودخلت الخدمة في سلاح الجو السوفياتي في منتصف الثمانينات (تحديدًا 1983) وصُدرت إلى العديد من الدول النامية إضافة إلى دول حلف وارسو وما زالت بالخدمة في القوات الجوية الروسية والعديد من الدول الأخرى.
تستطيع الميج-29 حمل ستة صواريخ جو-جو أر-73 إضافة إلى صواريخ أر-60 ومدفعا 30 مم وقد صممت للقيام بمهمات التفوق الجوي والدفاع الجوي وحتى الهجوم الأرضي ورغم أن العديد من الخبراء يقارن إمكانياتها بالطائرة إف-16 الأمريكية نظرا لتشابههم في الحجم الا انها في الواقع تشبه إلى حد ما المقاتلة إف-15 من حيث نوعية المهام التي تقوم بها. صنع لأكثر من 1600 طائرة ميج-29 تعمل منها 281 طائرة حالياً في سلاح الجو الروسي.

## التطوير
علم السوفييت عام 1969 بالبرنامج الأمريكي «إف-إكس» والذي تطور لينتج الطائرة إف-15 إيجل. أدرك القادة السوفييت سريعاً أن المقاتلة الأمريكية الجديدة تعد متفوقة تكنولوجياً بشكل كبير عن المقاتلات السوفيتية المتوفرة آنذاك فظهرت الحاجة إلى مقاتلة متوازنة من حيث خفة المناورة (الذي ميز الطائرات السوفيتية دائما) بالإضافة إلى الأنظمة المعقدة (الذي ميز الطائرات الغربية).
قامت هيئة الأركان السوفيتية بإعلان طلب تصميم المقاتلة الجديدة وسمي البرنامج «مقاتلة الصف الأول المتطورة» (PFI). كانت الطلبات وطموحات القادة كبيرة جدا حيث طلبوا طائرة بعيدة المدى، تستطيع الإقلاع بسهولة من الممرات القصيرة، خفة وقدرة ممتازة على المناورة، سرعة تزيد عن ماخ 2، وقدرة كبيرة على حمل الأسلحة. تم التصميم الأيروديناميكي بشكل رئيسي في مكتب تساجي (بالتعاون مع مكتب سوخوي).

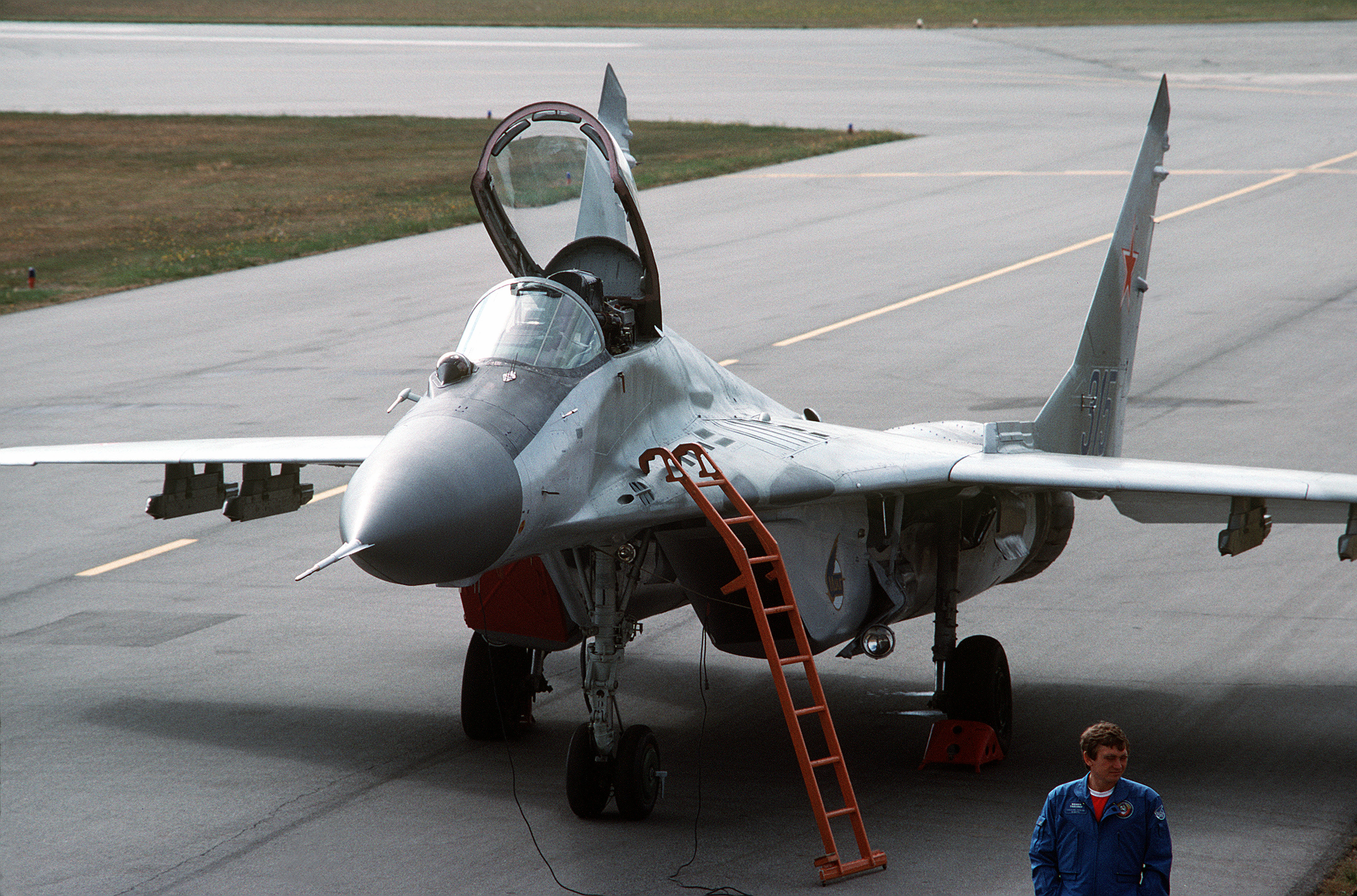
كانت طائرة ميج-29 تابعة للقوات الجوية السوفيتية متوقفة بعد رحلة عرض في معرض أبوتسفورد الجوي ، 1989

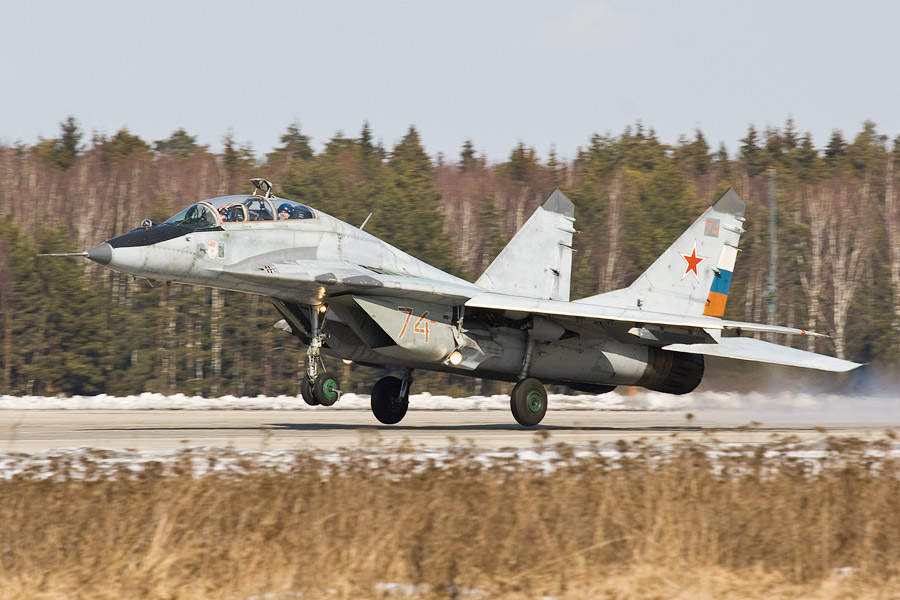
مدرب سلاح الجو الروسي ميج-29 يو بي

إلا أنه في عام 1971 قرر السوفييت حاجتهم لنوع أخر من المقاتلات، فبالإضافة إلى برنامج «مقاتلة الصف الأول المتطورة» أضيف برنامج أخر هو «المقاتلة التكتيكية خفيفة الوزن المتطورة» (LPFI). خططت مقاتلات سلاح الجو السوفيتي لتتكون من 33% PFI و67% LPFI. وإزاء هذا الاتجاه في الولايات المتحدة برنامج الإف-16 كمقاتلة خفيفة الوزن. كلف مكتب سوخوي ببرنامج المقاتلة الثقيلة والذي انتهى إلى المقاتلة سو-27. أما ميكويان فكلفت بالمقاتلة الخفيفة وانتجت الميج-29. بدأ تصميم الميج-29 (والتي سميت ميج-29 إيه) في عام 1974 وطارت لأول مرة في 6 أكتوبر 1977 والتقطتها الأقمار الصناعية الأمريكية في نوفمبر من نفس العام. ظن الأمريكيون أنها الطائرة «رام-إل» وهي طائرة تجريبية لم نتنج مزودة بمحرك تومانسكي أر-25.
على الرغم من تأخر البرنامج بسبب فقدان طائرتين أوليتين بسبب مشاكل متعلقة بالمحرك، دخلت الميج-29 B خطوط الإنتاج ودخلت الخدمة في أغسطس 1983 في مطار كوبينكا. اجتازت الطائرة الاختيارات المطلوبة في 1984 وبدأ تسليمها للصف الأول في القوات الجوية السوفيتية في نفس العام.
ظهر الفارق الواضح بين البرنامجين (الطائرة الثقيلة والخفيفة) عندما دخلت الميج-29 الخدمة في القوات الجوية، بينما كلفت السو-27 بمهام أكثر خطورة مثل تدمير أهداف الناتو الحيوية في العمق وسحق الأهداف الجوية المعادية. أما الميج-29 الأصغر حجما فقد حلت محل الميج-23 فورا في مهام مقاتلة الصف الأول. وضعت الميج-29 بشكل عام قريبا نسبيا من خطوط المواجهة وكلفت بمهمة حماية القوات البرية السوفيتية المتقدمة. صممت معدات الهبوط في الميج-29 بشكل قوي لتتحمل الممرات الجوية الغير ممهدة بشكل كامل أو غير مستعدة والتي توقع القادة السوفييت وجودها في حالة الهجوم البري السريع. كما كلفت الميج-29 بمهمة حماية طائرات الهجوم الأرضي من الطائرات الأمريكية مثل الإف-16 والإف-15. صممت الميج-29 لتوفر مظلة جوية للقوات البرية السوفييتية المتقدمة بحيث تتقدم للأمام مع القوات خلال هجومها.
أما في الغرب، أعطيت المقاتلة الجديدة لقب تعريف الناتو «فلكروم إيه». صدرت الميج-29 B بشكل كبير ولكن كنسخة أقل في الإمكانيات، الأولى هي "MiG-29B 9-12A" لدول حلف وارسو و"MiG-29B 9-12B" لبقية الدول. كانت الأنظمة الملاحية في النسختين أقل تطورا من تلك المخصصة للإتحاد السوفييتي بالإضافة إلى إلغاء قدرة الطائرة على إطلاق الأسلحة النووية. أنتج تقريبا 840 طائرة من الطرازين.
أما النسخ المطورة من الميج-29 والتي زودت بأنظمة ملاحية متطورة فقد احتفظ بها في الاتحاد السوفييتي. اما النسخ متعددة المهام مثل اميج-29 كيه والتي كان لها القدرة على الإقلاع من على متن حاملات الطائرات فلم تنتج أبدا بأعداد كبيرة. أما في الحقبة التي تلت تفكك الاتحاد السوفيتي فيبدو أن افتقار ميكويان للنفوذ السياسي وتفضيل منافستها سوخوي قد أدى إلى تأثر تطوير الميج-29 سلباً. بالرغم من هذا فما زال تطوير بعض الطرازات جاريا بغرض التصدير كما أنه في الأغلب سيتم تطوير الطائرات الموجودة حاليا في خدمة القوات الجوية الروسية.
طورت عدة نسخ من الميج-29 مثل الميج-29 إس.إم.تي والميج-29 إم. كما تواصل تطوير النسخة القادرة على الإقلاع من على متن حملات الطائرات الميج-29 كيه لصالح البحرية الهندية ولكن الأخيرة فضلت في النهاية الطائرة الأكبر سوخوي سو-33.

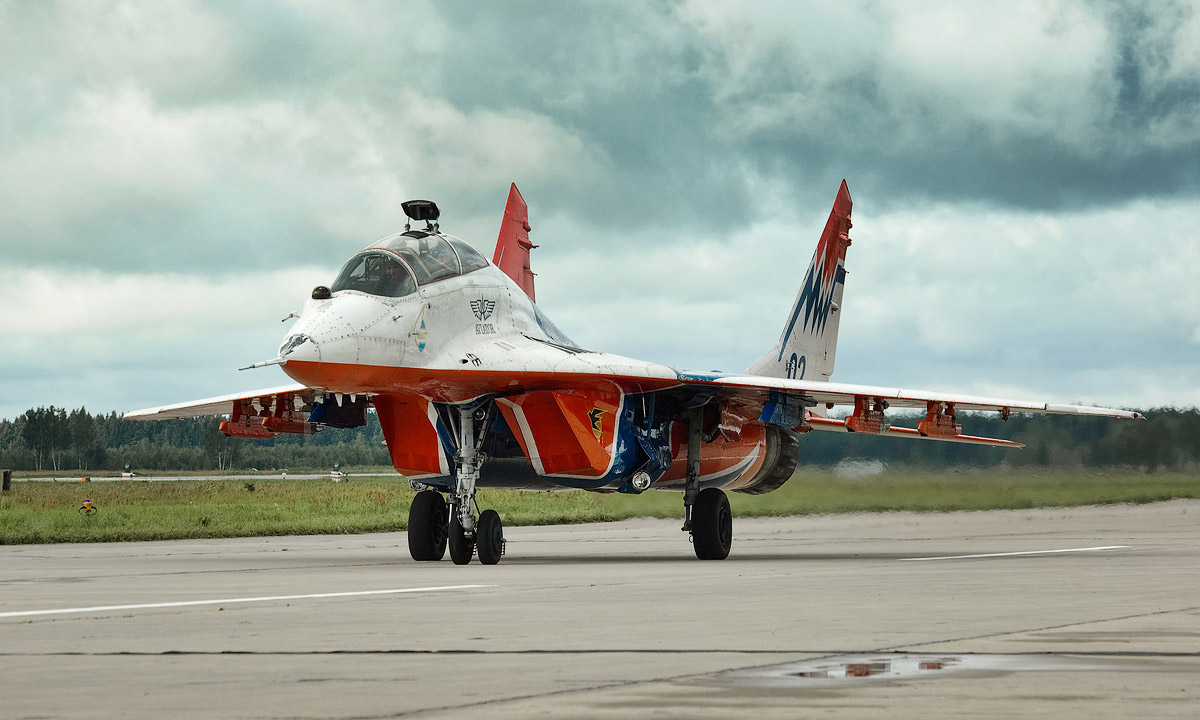
ميج-29 يو بي

## التصميم

### الملامح الأساسية

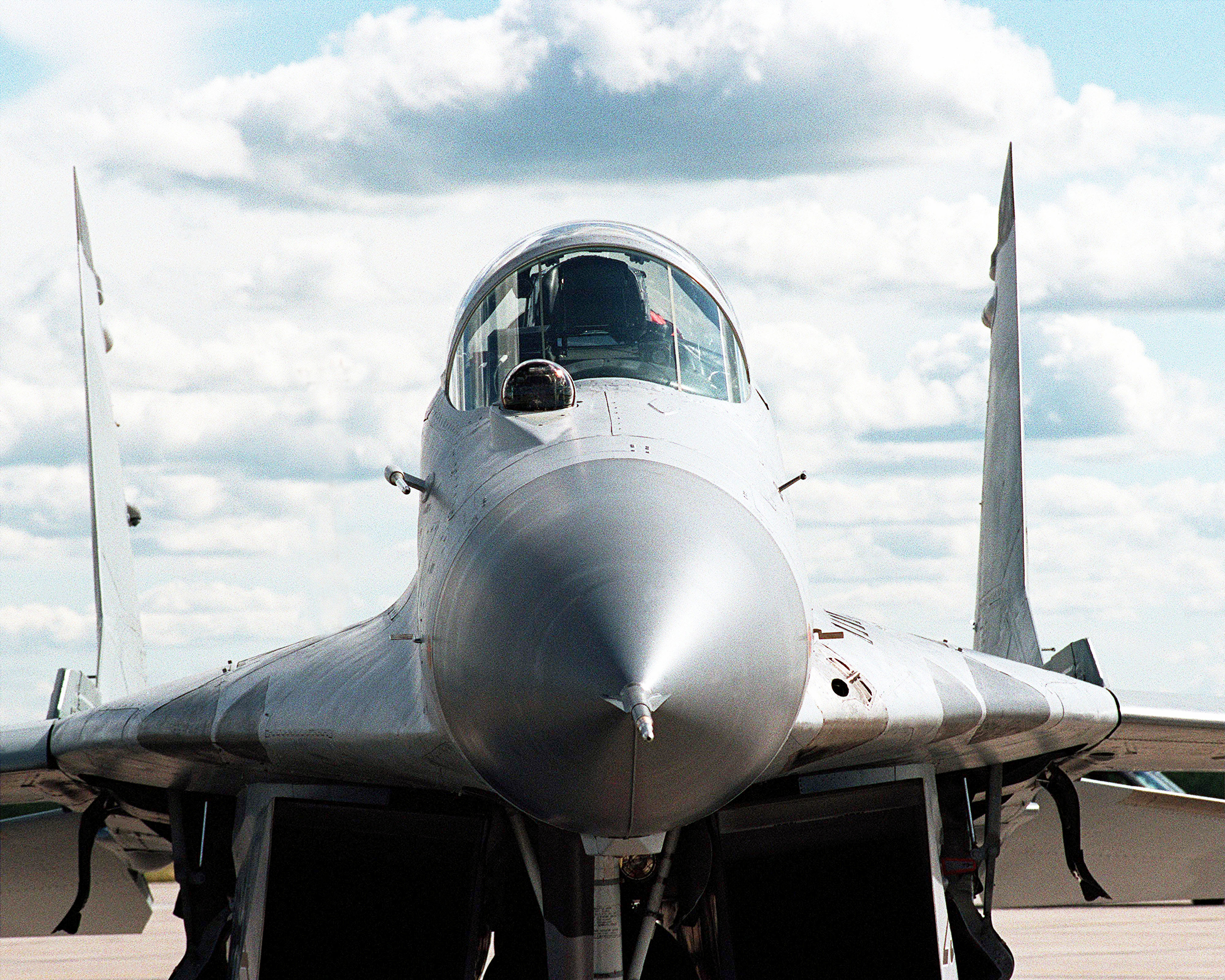
الأنف ميج-29

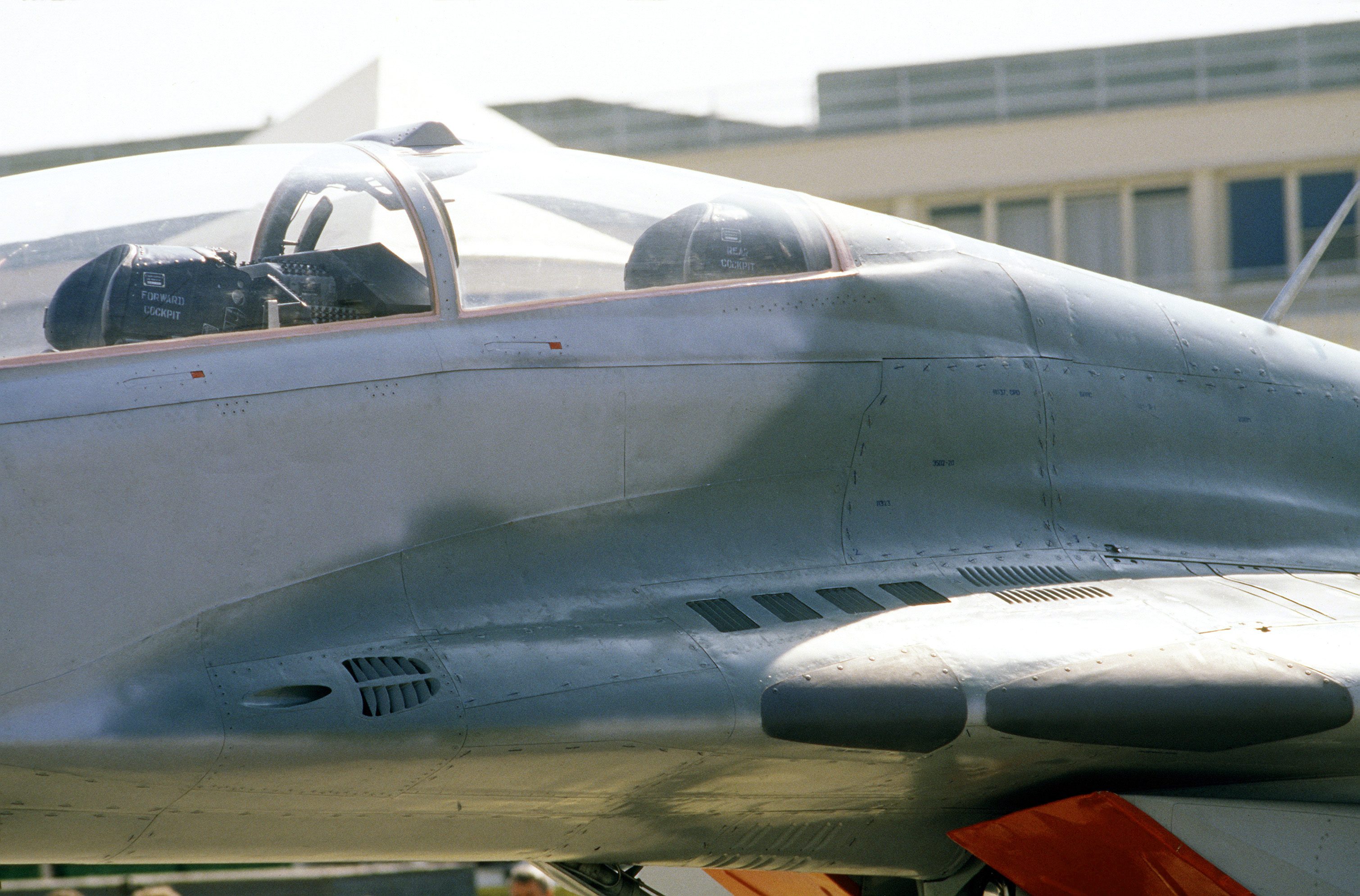
طراز MiG-29UB معروض ، يظهر به مروحية

نظراً لأن الميج-29 صممت وفق المقاييس نفسها التي حددها مكتب تساجي للطائرة المقاتلة الصف الأول المتطورة (بي.إف.أي) تعد الميج-29 شبيهه إلى حد كبير بالسو-27 من الناحية الأيروديناميكية ولكن مع وجود اختلافات ملحوظة، فقد بنيت الميج-29 بشكل أساسي من مادة الدوراليمنيوم مع عدد من المواد المركبة الأخرى. للميج-29 جناح مرتد للوراء بزاوية 40° متوسط الارتفاع في جسم الطائرة. كما أن للميج-29 ذنب مرتد للوراء وذيلين أفقيين.
الميج-29 غير مجهزة بنظام التحكم الكهربائي مثل إف-16 والميراج 2000, إلا أن قدراتها على المناورة تنافس طائرات الجيل الأحدث. وهذا يرجع لتصميم هيكل الجسم الرافع المساعد للجناحين وأيضاً لقلة حمولة الوقود، هذا العامل الأخير الموروث عن الحقبة السوفياتية في صناعة المقاتلات سبب أفول الميج-29.

## النسخ
- النسخة Mig-29 «المنتج 9.12»: والتي سماها الناتو بأسم Fulcrum-A وهي تمثل الإنتاج الاولي ودخلت الخدمة في السلاح الجوي السوفييتي في العام 1983
تم تطوير نسختين تصديريتين منها وهي:

- Mig-29 A 9.12A : وهي نسخه ذات افيونكس اضعف تم تصديرها لدول حلف وارسو.

- Mig-29 A 9.12B : وهي نسخه ذات افيونكس اضعف تم تصديرها لدول خارج حلف وارسو.

- النسخة Mig-29 UB «المنتج 9.51»: والتي سماها الناتو ب Fulcrum-B وهي نسخه ذات مقعدين للتدريب، لا تحتوي على رادار، تحمل متحسسات بالأشعة تحت الحمراء.

تم تطوير نسخه تصديريه بمواصفات اقل.

- النسخة Mig-29 S «المنتج 9.13»: والتي سماها الناتو بأسم Fulcrum-C احتوت على تحسينات في نظام السيطرة على اطلاق النار، اربعه اجهزه كومبيوتر جديده توفر المزيد من الثبات والمرونة في التحليق مع زياده زاويه الهجوم لهذه النسخة إلى 2%. تمتاز هذه النسخة بانها تمتلك نتوءا في مؤخرتها ولذلك سميت ب «Fat Back أو المؤخرة السمينة».

حملت هذه النسخة نظام حرب الكترونيه من نوع L-203BE Gardeniya-1 , كما يمكنها حمل خزانات وقود خارجيه سعة اجماليه 1150 لترا تحت الجناحين وتحت البدن
تم وضع النقاط الصلبة لحمل الذخائر في الجزء الداخلي من الجناح بما يسمح بوضع حاويات الذخائر بتراصف ترادفي لكي تزيد كمية الذخائر التي تحملها الطائرة «وصولا إلى 4000 كغم».

وبلغ الوزن الكلي لهذه النسخة 20000 كغم، حملت النسخة الأولية من Mig-29 S نظام IRST للكشف كما حملت رادارا نوع Phazotron N-019M.

يستطيع رادار هذه النسخة من تتبع 10 اهداف في وقت واحد والاطباق على هدفين في وقت واحد واصابتهما بصواريخ R-77 جو-جو. سميت هذه النسخة لاحقا باسم Mig-29 SD وهي ذات قدرات هجوم ارضي محدودة.

- النسخة Mig-29 SE : وهي نسخه تصديريه من النسخة Mig-29 S وتمتاز بقدرات اقل، فهي مزوده برادار Phazotron N-019ME ذو قدره لتتبع عدة اهداف مع قدره على الاشتباك مع هدفين بنفس الوقت ويتوافق مع صواريخ R-77 جو-جو. هذه النسخة قادره على حمل خزانات وقود خارجيه تحت الجناحين، والجزء الداخلي من الجناح يحمل 500 كغم من الذخائر بتراصف ترادفي وهي قادره على حمل الذخائر التاليه: R-27T1 و R-27ER1 و R-27ET1 ذات المدى المتوسط كما تستطيع هذه النسخة حمل منظومه فعاله للتشويش الإلكتروني.

- النسخة Mig-29 SM «المنتج 9.13M»: أيضا تدعى Fulcrum-C وهي تشبه ال Mig-29 S لكنها قادره على حمل طيف اوسع من صواريخ جو-ارض موجهه «تلفزيونيا أو ليزريا».

- النسخة Mig-29 SM المخصصة لسوريا: هي تحمل كل مواصفات ال Mig-29 SM لكنها مبنيه على هيكل النسخة Mig-29 «المنتج 9.12». وهذه النسخة خاصه بسوريا فقط.

- النسخة Mig-29 G/Mig-29 GT : وهي نسخه خاصه بألمانيا، تم تطويرها من النسخة الألمانية الشرقية، حيث تم تطوير النسخة Mig-29 إلى Mig-29 G والنسخة Mig-29 UB إلى Mig-29 GT وتم ذلك في العام 1993 عن طريق شراكه بين شركة ميغ موسكو لصناعه الطيران وشركة دايملر - كرايسلر لتطوير المقاتلة إلى مقاييس الناتو.

- النسخة Mig-29 AS/Mig-29 UBS : وهي النسخة السلوفاكية، حيث تم تطوير ال Mig-29 و Mig-29 UB السلوفاكية إلى هاتين النسختين وفقا لمقاييس الناتو
عمليه التطوير كانت بشراكه بدأت في العام 2005 بين شركة ميغ وشركات غربيه.

باتت النسخة هذه تحمل اجهزه ملاحه واتصالات من إنتاج Rockwell Collins ونظام IFF «نظام التفريق بين العدو والصديق» من إنتاج شركه BAE systems , كما زودت بمقصوره زجاجيه جديده والتي احتوت على شاشات LCD , كما حملت هذه النسخة معالجا رقميا وبإمكانها حمل منظومات غربيه أخرى.

لكن من ناحية التسليح فلم يتم تغيير شئ يذكر، علما انه تم ترقيه 12 من 21 مقاتله تملكها سلوفاكيا وتم توريدها بحلول فبراير 2008.

- النسخة Mig-29 Sniper : وهي نسخه مقترحه لسلاح الجو الروماني، وتمثل تحديثا اسرائيليا للطائرة، حلقت أول مره في مايو 2000.

لكن لم يكتب لهذا المشروع الاستمرار لان الحكومة الرومانية قررت احاله ال Mig-29 على التقاعد في 2003 بسبب التكلفة العالية للصيانة.

- النسخة Mig-29 SMT «المنتج 9.17»: وهي تمثل تطوير للنسخ الأولية من ال Mig-29 «المنتج 9.12 والمنتج 9.13» حيث انها تحمل تطويرات خاصه بالنسخة M , ومن ضمن التحسينات هو خزانات وقود اضافيه لزياده مداها إلى 2100 كم، تم تحسين مقصوره الطيار بنظام HOTAS واربعه شاشات «شاشتان كبيرتان من الكريستال السائل متعددة الوظائف واثنان LCD اصغر حجما» كما امتلكت هذه النسخة قدرات قصف ارضي أفضل من النسخ الأولى «قدرات كشف راداري ارضيه وحمل صواريخ جو-ارض موجهه». تحمل هذه النسخة رادارا محسنا نوع Zhuk-ME مشابه لمواصفات رادار ال Mig-29M , المحركات نوع RD-33 ser.3 مع حارق خلفي تولد قدره 81.4 كيلو نيوتن لكل محرك. وزن الذخائر المحمولة ارتفع إلى 4500 كغم تحمل في 7 نقاط «ثلاثه تحت كل جناح وواحده اسفل البدن» وخيارات الذخائر هي نفسها الخاصة بال Mig-29 وهذه النسخة قادره على حمل اسلحه وافيونكس من مناشئ غير روسية.

- النسخة Mig-29 BM : وهي تمثل التحديث البيلاروسي، تحمل تحسينات في الرادار والاسلحه وقدرات للتزود بالوقود جوا، وتمثل محاوله بيلاروسية لمنافسه ال Mig-29 SMT.

- النسخة Mig-29 UBT «المنتج 9.51T»: تحديث للنسخة Mig-29 UB إلى مواصفات النسخة Mig-29 SMT لكن بمقعدين. وكانت مخصصه للجزائر واليمن.

- النسخة Mig-29 UPG : وهي النسخة الهندية المكافئة لنسخه Mig-29 SMT لكن تختلف عنها بانها تحمل باقه افيونكس اجنبيه «غير روسيه»
من ناحية التسليح فهي تحمل نفس باقه تسليح النسخ Mig-29 SMT و Mig-29 K/KUB , وقد قامت باول تحليق تجريبي في 4 فبراير 2011 , تحمل رادار جديد نوع Zhuk-M وقدره على التزود بالوقود جوا ومحركات محسنة نوع RD-33 ser.3.

- النسخة Mig-29 SMP/Mig-29 UBP : وهي تمثل تطوير لأسطول البيرو من مقاتلات Mig-29 , النسخة احاديه المقعد تمت تسميتها بعد التطوير ب Mig-29 SMP والنسخة ثنائه المقعد سميت بعد التطوير ب Mig-29 UBP.

النسخة Mig-29 SMP حملت التطويرات التاليه: نظام حرب الكترونيه متقدم، افيونكس احدث، متحسسات، نظام MIL-STD-1553 Data bus , نظام IRST محدث للكشف السلبي والتتبع، شاشه واحده متعددة الوظائف ونظام HOTAS في المقصورة، الرادار نوع N-019M1 «وهو نسخه معدله جدا ورقميه من الرادار N-019» واستعمل بديلا عن الرادار القياسي N-010 Zhuk-M الموجود في النسخة Mig-29 SMT , كما تمت اضافه قدره التزود بالوقود جوا.

- النسخة Mig-29 UM1 : وهو التطوير الأوكراني وامتاز بقدرة كشف راداري أفضل بنسبة 29% " 100 كم في الامام و 45 كم في الخلف.

- النسخة Mig-29 M «المنتج 9.15»: وهي نسخه محدثه متعددة المهام وسماها الناتو ب Fulcrum-E , وهي مبنيه على هيكل معدل للطائره وتم استبدال النظام الميكانيكي للسيطرة على الطيران بنظام Fly-By-Wire , كما انها مزوده بمحركات احدث نوع RD-33 ser.3M.

- النسخة Mig-29 UBM «المنتج 9.61»: وهي نسخه المقعدين من المقاتلة Mig-29 M ولم تبنى مطلقا.

- النسخة Mig-29 M2/Mig-29 MRCA : وهي نسخه مقعدين من النسخة Mig-29 M ومشابهه لها بالمواصفات لكن بتقليل المدى إلى 1800 كم وتم اعطائها التسمية Mig-29 MRCA لاغراض التسويق وتم تطويرها لاحقا إلى Mig-35.
.
- النسخة Mig-29 OVT : تمتاز بحملها خاصية الدفع الموجه Thrust Vectoring وتحمل نظام Fly-By-Wire , من ناحية الافيونكس فهي مشابهه للنسخه Mig-29 M , محركات نوع RD-133 ذات دفع موجه Thrust Vectoring , لم يتم الإفصاح رسميا عن مميزات اضافيه وتستعمل غالبا في الالعاب الجويه في المعارض الجوية.

- النسخة Mig-29 K «المنتج 9.31»: نسخه بحريه من النسخة Mig-29 M , وتمتاز بان لها اجنحه قابله للطي لكي يتم ركنها على سطح حاملات الطائرات وتوفير الحيز، نظام ايقاف Arrestor Gear , نظام هبوط معزز، كان الغرض من تطويرها هو استعمالها على متن حاملة الطائرات Admiral Kuznestov , وتم البدء بانتاجها الكمي لكن تم ايقاف الإنتاج عام 1992 لاسباب ماليه، لكن في العام 1999 تم اسئناف انتاجها وفي العام 2004 وقعت الهند عقدا لشراء 12 مقاتله Mig-29 K احادية المقعد و 4 مقاتلات ثنائيه المقعد نوع Mig-29 KUB , وتم توفير تعديلات لتوافق متطلبات البحرية الهندية.

تمتلك النسخة Mig-29 K غطاءا ماصا للاشعاعات الراداريه من اجل تقليل بصمتها الراداريه، المقصورة تحتوي نظام HUD و 3 شاشات LCD متعددة الوظائف، ونظام تهديف مثبت بخوذة الطيار نوع Topsight-E.

اما من ناحية التسليح فهي مشابهه للنسختين Mig-29 M و Mig-29 SMT , يسميها الناتو ب Fulcrum-D.

-النسخة Mig-29 KUB «المنتج 9.47»:النسخة KUB ثنائيه المقعد وتمتلك 7 شاشات LCD متعددة الوظائف في مقصورة الطيارين، تعتبر منصه تدريبيه لطياري النسخة Mig-29 K احادية المقعد، وهي تحمل نفس مواصفات النسخة K , حلقت لأول مره في 22 يناير 2007 ويسميها الناتو ب Fulcrum-D أيضا.

-النسخة Mig-35 : ويسميها الناتو ب Fulcrum-F وهي تطوير للنسخه Mig-29 M/M2 و Mig-29 K/KUB.

## مواصفات الطائرة ميج-29

### الصفات العامة
- الطاقم: 1.
- الطول: 17.37 متر.
- المسافة بين الجناحين: 11.4 متر.
- الارتفاع: 4.73 متر.
- مساحة الأجنحة: 38 متر².
- الوزن فارغة: 11,000 كغم.
- الوزن محملة: 16,800 كغم.
- أقصى وزن: 21,000 كغم.

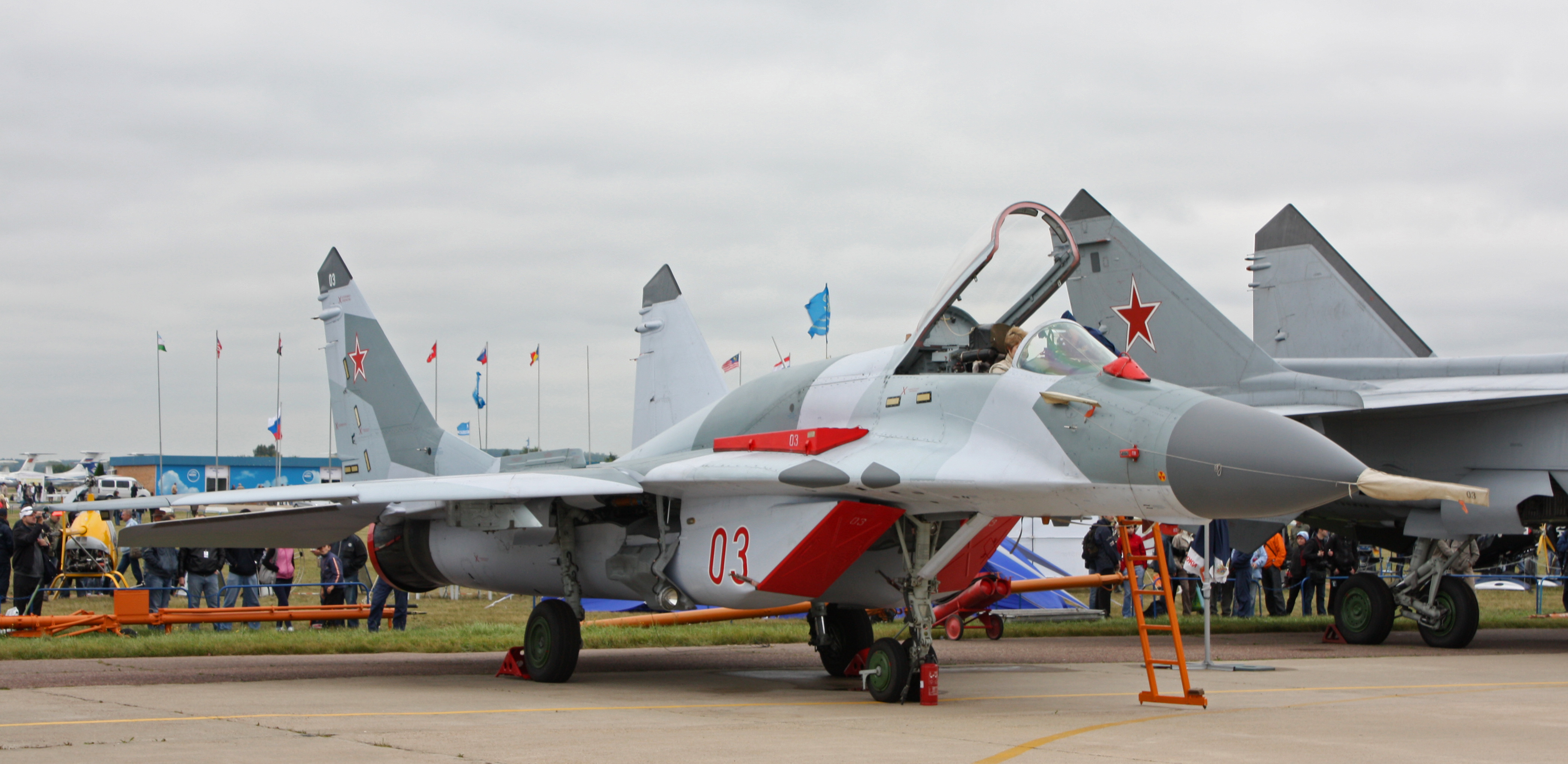
MiG-29SMT في ماکس 2011

- المحرك: محركين نفاثين نوع كليموف أر.دى-33 مزود بغرفة احتراق إضافية يعطي كل منهما قوة دفع 81.4 كيلو نيوتن.

### الأداء
- السرعة القصوى: ماخ 2.4 (2445 كيلومتر/ساعة).
- المدى: 700 كم (قتالي) - 2900 كم.
- أقصى ارتفاع: 18,013 متر.
- معدل الصعود: 330 متر/ثانية (مبدئي)، 109 متر/ثانية (المتوسط - من صفر-6000 متر).
- الحمل على الأجنحة: 442 كغم/متر².
- النسبة دفع-وزن: 1.13.

### التسليح
- 1 * 30 مم رشاش من نوع GSh-30-1 يحمل 150 طلقة.
- حوالي 3500 كغم من الأسلحة من ضمنهم 6 صواريخ جو-جو وجو-أرض من أنواع مختلفة.

### طائرات ذات صلة
- ميج-29 إس.إم.تي
- ميج-29 كيه
- ميج-35

### طائرات مقاربة
- إف-16
- إف/إيه-18
- ميراج 2000

## وصلات خارجية
- الميغ Mikoyan MiG-29 "Fulcrum". من الألف إلى الياء
- طائرة «ميج-29 وف ت»، فخر صناعة التقنيات الجوية الروسية